# پیکویل (تنسی)
پیکویل(به انگلیسی: Pikeville) شهری در ایالت تنسی کشور ایالات متحده آمریکا است که جمعیت آن در سرشماری سال ۲۰۱۰ میلادی، ۱٬۶۰۸ نفر بوده‌است.